# Zwei im falschen Film

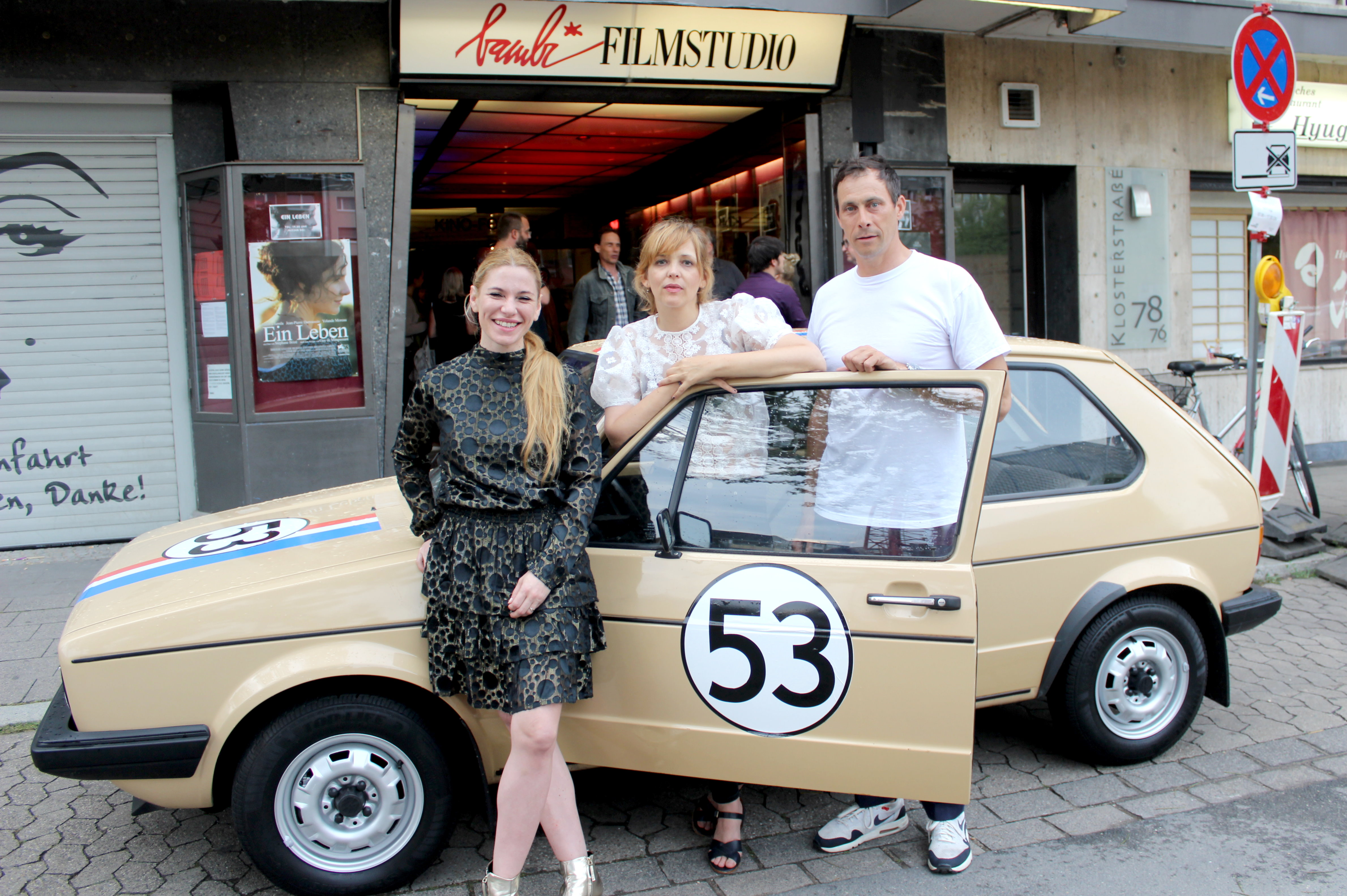
Regisseurin Laura Lackmann mit den Hauptdarstellern Laura Tonke und Marc Hosemann bei der Premiere des Films in Düsseldorf 2018

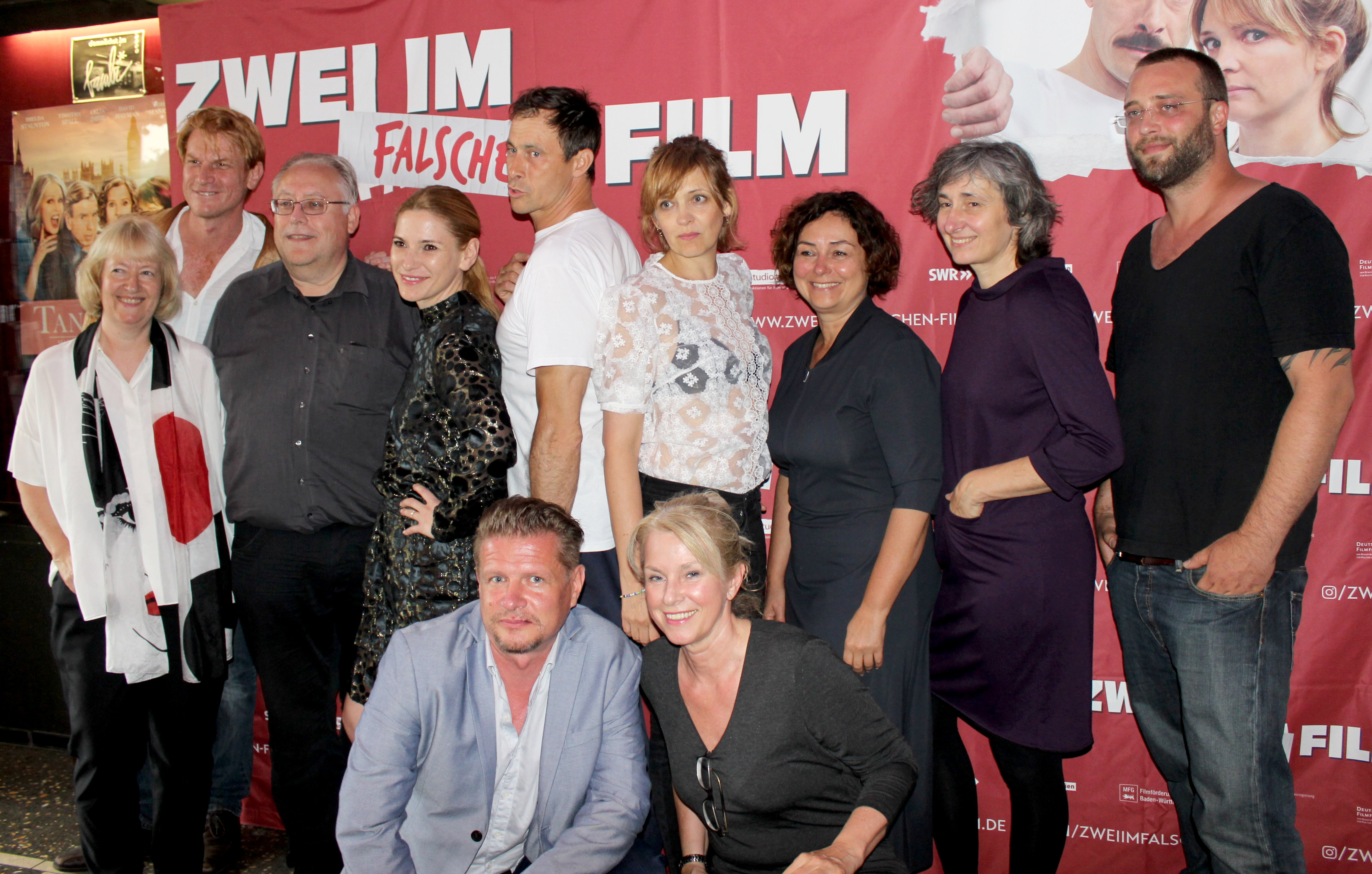
Ein Teil des Filmteams bei der Premiere 2018 in Düsseldorf

Zwei im falschen Film ist eine deutsche Filmkomödie von Laura Lackmann aus dem Jahr 2017. In den Hauptrollen spielen Laura Tonke und Marc Hosemann ein Paar, das in seiner langjährigen Beziehung nach einer Runderneuerung sucht. Premiere hatte der Film am 28. Juni 2017 auf dem Filmfest München und kam am 31. Mai 2018 in die deutschen Kinos. Im Fernsehen wurde er erstmals am 29. Oktober 2019 im Spätprogramm des WDR ausgestrahlt.

## Handlung
Hans und Laura (die von ihm „Heinz“ genannt wird) sind ein Paar, und beide merken nach dem Kinobesuch eines romantischen Films, dass ihre Beziehung im Lauf der mittlerweile acht Jahre an Romantik verloren hat. Heinz und Hans haben unterschiedliche Vorstellungen vom Leben. Sie möchte gern ein Reihenhaus mit Garten, am besten mit Nachwuchs, er hingegen möchte sein unabhängiges Leben nicht aufgeben. Heinz arbeitet als Synchronsprecherin. Obwohl sie selbst gern Schauspielerin geworden wäre, leiht sie jetzt hauptberuflich einer Zeichentrickampel ihre Stimme. Hans hingegen lebt irgendwie sein ungezwungenes Studentenleben weiter, denn nach dem Abschluss hat er mit seinem Freund Florian ein Kopiergeschäft aufgemacht, in dem er immer noch arbeitet. Über diesem wohnt er mit Heinz in einer eher studentisch eingerichteten Wohnung, als Gewerberaum ist dies sowieso günstiger. Der alte Golf, mit dem das Paar herumfährt, hat einen kaputten Rückwärtsgang, springt bei Kälte kaum an und spielt im Kassettendeck den Dirty-Dancing-Soundtrack.
Heinz möchte gern wieder mehr Schwung in die Beziehung bringen, nicht nur auf der Couch herumsitzen und gemeinsam Videospiele durchzocken. Also erstellt sie mit Hans eine Liste, um endlich wieder mehr Leidenschaft im Leben zu haben. Sie versucht das erste Kennenlernen noch einmal nachzustellen, lässt sich Extensions in die Haare machen und wünscht sich auch ein intensiveres Sexualleben. Als Max, ein früherer Exfreund von Heinz, das Pärchen trifft, gibt Hans ihm sogar ihre Telefonnummer. Heinz wundert sich über Hans’ fehlende Eifersucht. Ist es das, was sie sich unter großer Liebe vorgestellt hat?
Auf einer Party ihrer Schwester trifft sie Max dann wieder. Jetzt wird Hans schon eifersüchtig und trinkt sehr viel. Das gemeinsame Karaoke-Duett mit Heinz überlässt er Max. Als Heinz später mit Max unten vor dem Haus etwas trinkt und sie sich kurz küssen, stellt sie im Gespräch mit ihm fest, dass Max trotz seines Geredes eigentlich langweilig ist. Auch hat er sich jahrelang überhaupt nicht gemeldet, obwohl er die Möglichkeit gehabt hätte. Sie lässt ihn sitzen und geht zurück zu Hans auf die Party. Dort erwischt sie diesen in flagranti im Bad beim Quickie mit einer Praktikantin aus dem Kopiergeschäft. Sie schreien sich an, die Beziehung scheint zerstört. Gerade in diesem Moment bekommen sie einen Anruf, dass Hans’ Vater gestorben ist und er sich um die ganzen Formalitäten kümmern muss.
Beide fahren gemeinsam zu Hans’ Mutter und kümmern sich mit dem Bruder um die Beerdigung und darum, wie die an der Alzheimer-Erkrankung leidende Mutter in Zukunft versorgt werden soll. Hans’ Bruder ist über den Seitensprung sehr verärgert, er wirft es seinem Bruder immer wieder an den Kopf. Alle Beteiligten haben in dem Elternhaus auch etwas Zeit, über die Dinge nachzudenken. Als ein früherer Schulfreund Hans und Heinz zum Essen einlädt und dieser Hans Vorwürfe macht und teilweise vorführen möchte, setzt sich Heinz für Hans ein. Nach der Beerdigung verfolgt Hans in der Kirche die Probe für eine Trauung, während Heinz mit Hans’ Mutter über das Glücklichsein in ihrer Ehe spricht. Die beiden kümmern sich jetzt um das Haus und die Mutter zieht erst einmal zum Bruder.
In dem Haus entdecken Hans und Heinz durch die Ereignisse der letzten Tage wieder die Liebe zueinander. Sie reden auch miteinander, über die Zukunft und ihre Sorgen. Als Heinz vor das Haus geht, ist dort plötzlich ein Strand. Hans folgt ihr und gesteht ihr seine Liebe und macht ihr einen Antrag. Diese letzte Szene ist diejenige, die Hans und Heinz am Beginn des Films im Kino gesehen haben.

## Produktion
Die Dreharbeiten fanden vom 21. September 2016 bis zum 2. November 2016 in Stuttgart statt.
Der Film nimmt an mehreren Stellen Bezug auf sich selbst und ist auf zwei Ebenen angesiedelt:
- Der romantische Film, dessen Ende die beiden Protagonisten am Anfang im Kino sehen, ist der Film Zwei im falschen Film. Beide warten noch den Abspann ab, der Laura Tonke und Marc Hosemann gewidmet ist. Später beim richtigen Abspann ist der gleiche Dialog zu hören, allerdings ist der Film dann Heinz und Hans gewidmet.
- Als Heinz bei ihrer Friseurin sitzt, möchte sie den gleichen Haarschnitt wie die Frau aus dem Film. Auf dem Cover der Zeitschrift, durch die sie blättert, ist Laura Tonke abgebildet. Die gleiche Zeitschrift durchblättert Heinz auch in einer früheren Szene.
- Im Synchronstudio wird Heinz eines Tages gebeten, spontan eine Schauspielerin, die eine Synchronsprecherin spielt, zu synchronisieren, da diese nicht so überzeugend sei. Hier synchronisiert Heinz dann Laura Tonke.

## Soundtrack
Für den Soundtrack wurden unter anderem folgende Songs verwendet:
- Bill Medley & Jennifer Warnes (Time of my Life)
- Burkini Beach (The World at our Fingertips)

## Rezeption

### Kritiken
Die Redaktion des Lexikons des internationalen Films gibt dem Film insgesamt 3 von 5 Sternen. Die Komödie über ein Paar würde mit schonungsloser Direktheit und teils brachialem Humor „einige banale, aber auch durchaus kluge Beobachtungen zum Wesen einer in die Jahre gekommenen Liebe [enthalten].“ Die beiden Hauptdarsteller spielten ausgezeichnet, auch wenn die Glaubwürdigkeit durch die überzeichneten Figuren stark strapaziert würde.
Tilmann P. Gangloff bewertet den Film in seiner Besprechung bei tittelbach.tv mit insgesamt 4,5 von 6 Sternen.
Ekkehard Knörer von der taz bezeichnete den Film als „rare[n] Fall einer gelungenen deutschen Komödie“, die durch ihren trockenen Humor und das ausgefallene Thema der Midlife-Crisis-Liebeskrise besteche und auf unnötige Genre-Tropen verzichte.

## Auszeichnungen
Der Film wurde 2017 auf dem Kinofest Lünen mit dem Berndt-Media-Preis für den besten Filmtitel ausgezeichnet, Laura Tonke und Marc Hosemann erhielten Nominierungen für den Preis der deutschen Filmkritik als Beste Hauptdarstellerin bzw. Bester Hauptdarsteller.